# Arturo Dagnino Oliveri
Arturo Dagnino Oliveri (Valparaíso, 26 de agosto de 1868 - 2 de agosto de 1934) fue un ingeniero agrónomo, agricultor y político chileno de ascendencia italiana, miembro del Partido Radical (PR). Ejerció como senador por la 5.ª Agrupación Provincial de Colchagua desde 1933 hasta su fallecimiento en 1934. Además, fue alcalde de la comuna de San Bernardo durante el primer gobierno del presidente Carlos Ibáñez del Campo, entre 1927 y 1931.

## Biografía
Nació en Valparaíso, el 26 de agosto de 1868; hijo de Antonio Dagnino Preve y Rita Oliveri Luna. Realizó sus estudios superiores en la carrera de ingeniería agrónoma en la Universidad de Chile, titulándose como ingeniero agrónomo en el año 1893.
Se dedicó a la agricultura, y fue propietario de un fundo en la localidad de Placilla, en la actual región del Libertador Bernardo O'Higgins.
Se casó con Elena Besoaín López.

### Carrera política
Militó en el Partido Radical (PR), siendo miembro de la Junta Central y subdelegado de la colectividad en la comuna San Bernardo, en dos periodos. En esa misma comuna ocupó el cargo de alcalde, durante el periodo 1927-1931.
En las elecciones parlamentarias de 1932, fue elegido como senador por la Quinta Agrupación Provincial de Colchagua, por el período legislativo 1933-1937. Durante su gestión integró la Comisión Permanente de Educación Pública; y la de Agricultura, Minería, Fomento Industrial y Colonización. Además, fue senador reemplazante en la Comisión Permanente de Higiene y Asistencia Pública. No logró finalizar su senaturía debido a que falleció el 2 de agosto de 1934, siendo reemplazado el 9 de octubre del mismo año, por el conservador Carlos Aldunate Errázuriz.
Entre otras actividades, fue un activo colaborador en diversas instituciones; ejerció como presidente honorario de la Brigada Scout de San Bernardo; superintendente del 2° Cuerpo de Bomberos de San Bernardo y vicepresidente del Club Social de la misma ciudad; presidente honorario de la Sociedad Mutual de Jubilados, y del Club Deportivo del Comercio. También, fue miembro honorario de la Cruz Roja de San Bernardo, de la Gota de Leche, de la Sociedad Protectora de Estudiantes y de numerosos centros de desayuno y almuerzos escolares; del Centro de Exalumnos de los Liceos de Hombres y Niñas de San Bernardo.

## Homenaje
A modo de homenaje, una calle en San Bernardo lleva su nombre.